# Летни параолимпийски игри 1988
Летни параолимпийски игри 1988 е международно спортно събитие, проведено през 1988 година в град Сеул, Южна Корея. Това е първото спортно събитие, което се провежда в същия град, в който са проведени и олимпийските игри.
На този спортен форум участват 3041 спортисти (2370 мъже и 671 жени) от 60 държави. Те са се състезавали за 733 медала в 18 спорта. Счупени са 971 световни и 156 параолимпийски рекорда.